# The Flight of the Crow
Pour plus de détails, voir Fiche technique et Distribution.
The Flight of the Crow est un film muet américain réalisé par E.A. Martin et sorti en 1913.

## Fiche technique
- Réalisation : E.A. Martin
- Scénario : Arthur Preston Hankins, d'après une histoire d'Edward McWade
- Genre : Film d'aventure, Film romantique
- Date de sortie : 
  -  États-Unis : 11 août 1913

## Distribution
- Harold Lockwood
- Kathlyn Williams
- William Hutchinson
- Henry Otto
- Henry A. Livingston